# إليزا ويغهام
كانت إليزابيث (إليزا) ويغهام (23 فبراير 1820 - 3 نوفمبر 1899) منادية بمنح المرأة حق الاقتراع ومن أتباع حركة التحرير من العبودية في إدنبرة، في اسكتلندا في القرن التاسع عشر. شاركت في العديد من الحملات الرئيسية لتحسين حقوق المرأة في بريطانيا في القرن التاسع عشر، وقد أُشير إليها كواحدة من نخبة المواطنين في إدنبرة. كانت زوجة أبيها، جين سميل، ناشطة بارزة في غلاسكو، وكان شقيقها جون ريتشاردسون ويغام مهندس منارات مشهور.

## حياتها
ولدت إليزا ويغهام في 23 فبراير عام 1820 في إدنبرة لوالدها جون تيرتيوس ويغهام، الذي كان مصنّع قطن وشالات، ولوالدتها جين (اسم عائلتها قبل الزواج ريتشاردسن). كبرت الأسرة لتصبح مكونة من ستة أطفال، أقاموا في شارع 5 ساوث غراي في إدنبرة. كانت عائلة ويغهام جزءًا من شبكة عائلات جمعية الكويكر الرئيسية المعادية للعبودية في فترة عمل الجمعية في إدنبرة وغلاسكو ونيوكاسل ودبلن. توفيت والدة إليزا وأختها الكبرى وشقيقها الصغير عندما كانت في العاشرة من عمرها. في عام 1840 تزوج والدها من جين سميل.

## العمل في الحملات
كانت ويغهام أمينة صندوق جمعية تحرير السيدات في إدنبرة. كانت منظمة إدنبرة ماتزال تعمل في عام 1870، على عكس غيرها من المنظمات المنادية بإلغاء العبودية التي انقسمت. ويعود الفضل في ذلك إلى ويغهام وزوجة أبيها جين سميل.
في عام 1840، سافرت ويغهام وصديقتها إليزابيث بيز نيكول إلى لندن لحضور المؤتمر العالمي لمناهضة الرق، الذي بدأ في 12 يونيو. كما حضر الحدث ناشطات بريطانيات مثل لوسي تاونسند وماري آن روسون، وناشطات أمريكيات منهن لوكريشا موت وإليزابيث كادي ستانتون، وأُلزمت المندوبات على الجلوس بشكل منفصل.
أنشأت ويغهام، مع زوجة أبيها، وبعض أصدقائها، فرع للجمعية الوطنية لحق المرأة في التصويت في أدنبرة، وأصبحت إليزا وصديقتها أغنيس مكلارين الأمناء، وكانت بريسيلا برايت مكلارين الرئيسة، وكانت إليزابيث بيز أمينة الصندوق.
في عام 1863، عملت ويغهام مع ماري استلين في لجنة كلمنتيا تايلور لتحرير سيدات لندن. وفي العام نفسه، كتبت قضية مكافحة الرق في أمريكا وشهدائها، وهو كتاب قصير هدف إلى التأثير على الحكومة البريطانية. ففي ذلك الوقت كان يُخشى أن تقف بريطانيا إلى جانب الكونفدراليين في الحرب الأهلية الأمريكية وكانت بالتالي ستؤيد العبودية.
وشاركت ويغهام أيضًا في حملة إلغاء قوانين البرلمان التي تهدف إلى احتواء ممارسة الدعارة. تشكلت الجمعية الوطنية للسيدات من أجل إلغاء قانون الأمراض المعدية كاستجابة لمثل هذه الأعمال ونجحت في تحقيق أهدافها.

## حياتها كمقدمة رعاية
توفي والد ويغهام في عام 1864، وبقيت إليزا بعد ذلك تعيش في منزل زوجة أبيها جين في شارع ساوث غراي في إدنبرة. واعتنت بجين حتى توفيت الأخيرة في نوفمبر عام 1888 بعد تدهور حالتها الصحية لعدة شهور. بعد وفاة شقيقها في عام 1897، باعت إليزا ممتلكاتها كي تتمكن من الانتقال إلى دبلن، من أجل أن يتمكن أقاربها بدورهم من الاعتناء بها.
توفيت ويغهام في فوكسروك بالقرب من دبلن عام 1899.

## إرثها
نُشر كتاب تذكاري عن ويغهام في عام 1901. في عام 2015، كانت أربع من النساء ذوات الصلة بحملات التحرير من العبودية وحق المرأة في التصويت في إدنبرة، موضوعًا لمشروع لمؤرخين محليين. هدفت المجموعة لكسب اعتراف بإليزا ويغهام وإليزابيث بيز نيكول وبريسيلا برايت مكلارين وجين سميل - «بطلات المدينة المنسيات».